# Coupe pixie
Pour les articles homonymes, voir Pixie (homonymie).

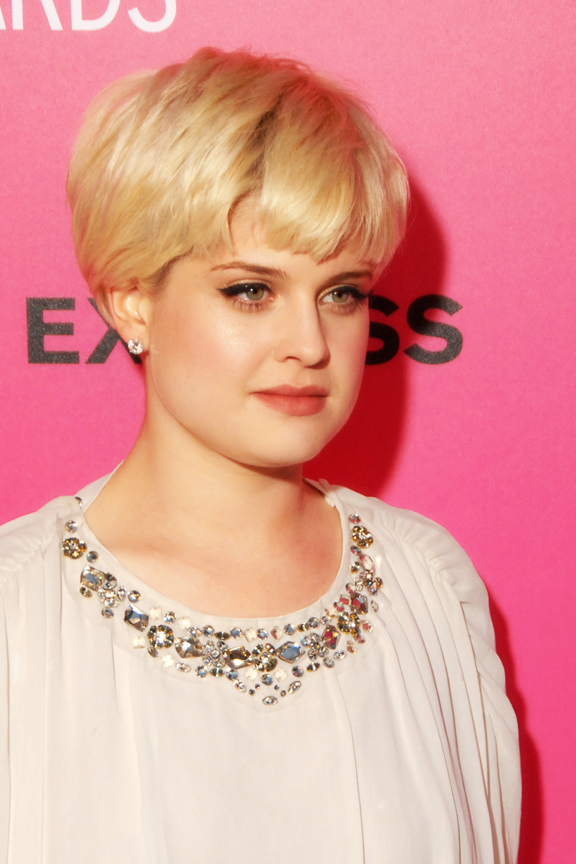
Kelly Osbourne portant une coupe pixie.

La coupe pixie est une courte coupe de cheveux et coiffure féminine, courte à l'arrière avec des mèches devant,. Type de coupe à la garçonne, elle apparaît pendant les années 1960,.